# نحن نازحون
نحن نازحون: رحلتي وقصص من فتيات لاجئات حول العالم هو كتاب 2019 من قبل ملالا يوسفزاي. تم نشر الكتاب من قبل ليتل، براون وشركاه في الولايات المتحدة و ويدنفيلد ونيكلسون في المملكة المتحدة. يتبع الكتاب تجربة يوسفزاي الخاصة في النزوح باكستان وأجبر لاحقا على الانتقال إلى إنجلترا، ويروي قصصا من تسعة نازحين آخرين حول العالم. تلقى الكتاب استقبالا نقديا إيجابيا ووصل إلى القمة 10 في صحيفة نيويورك تايمز' قائمة الكتب الأكثر مبيعا ضمن قسم "غلاف فني للشباب".

## معلومات أساسية

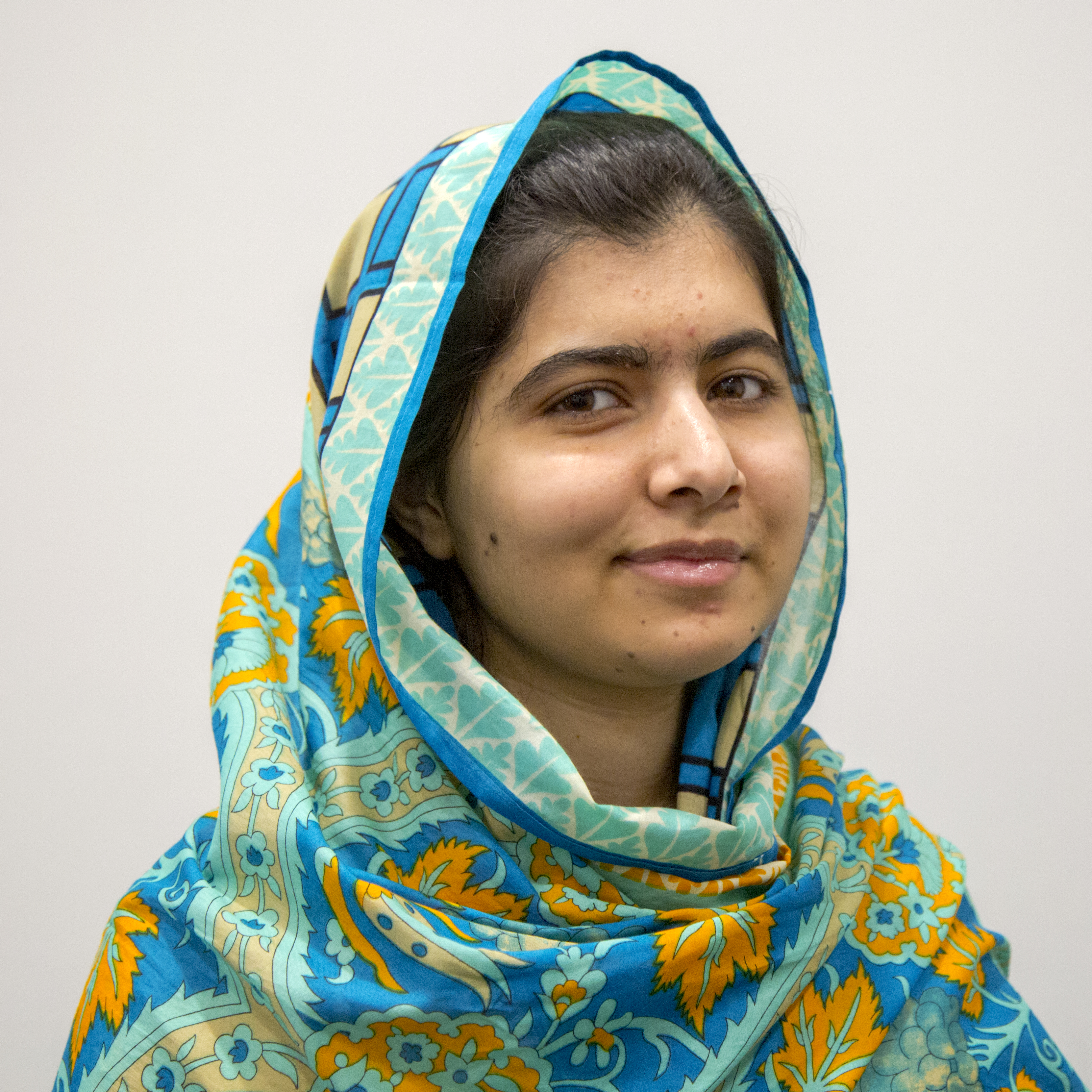
ملالا يوسفزاي في عام 2015

ملالا يوسفزاي هو باكستاني تعليم الإناث ناشط. ولد في وادي سوات في باكستان في 12 تموز / يوليه 1997, لقد نشأت من قبل الوالدين ضياء الدين يوسفزاي وتور بيكاي يوسفزاي جنبا إلى جنب مع شقيقين أصغر سنا خوشال وأتال. في العمر 11, بدأت ملالا يوسفزاي في كتابة مدونة مجهولة المصدر لـ بي بي سي الأردية, تفاصيل حياتها في باكستان تحت التأثير المتزايد لل طالبان. بعد المدونة, كانت موضوع أ نيويورك تايمز وثائقي فصل الفصل, وتحدث عن تعليم الإناث في وسائل الإعلام المحلية. تم الكشف عن يوسف زاي كمؤلف للمدونة في ديسمبر 2009, ومع ارتفاع ملفها الشخصي، بدأت تتلقى تهديدات بالقتل. وفي 9 تشرين الأول / أكتوبر 2012، أطلق أحد أعضاء حركة طالبان النار على يوسفزاي وهي تستقل حافلة من المدرسة إلى منزلها. تم إرسالها لأول مرة إلى المستشفى في بيشاور, وبعد ذلك إلى واحد في برمنغهام. واصلت الصعود إلى الشهرة والتحدث عن حقوق الفتيات؛ في سن 17، أصبحت أصغر حائزة على جائزة نوبل بفوزها بجائزة 2014 جائزة نوبل للسلام.
كان لدى يوسفزاي عملين منشورين سابقا: أنا ملالا، مذكرات 2013 شارك في كتابتها مع كريستينا لامب، والتي نشرت طبعة للشباب في عام 2014؛ و قلم ملالا السحري، كتاب مصور للأطفال لعام 2017. في مارس 2018، تم الإعلان عن كتاب يوسفزاي التالي نحن نازحون: قصص حقيقية عن حياة اللاجئين سيتم نشره في 4 سبتمبر 2018. تم تأجيل الكتاب لاحقا، وتم إصداره في 8 يناير 2019 بواسطة ليتل، براون وشركاهقسم القراء الشباب في الولايات المتحدة و ويدنفيلد ونيكلسون في المملكة المتحدة. كما نشر الكتاب في أستراليا ونيوزيلندا. ستذهب أرباح الكتاب إلى مؤسسة يوسفزاي الخيرية صندوق ملالا.
أرقام من الأمم المتحدة في عام 2017 أشار إلى أن 68.5 مليون شخص في جميع أنحاء العالم نزحوا، منهم 24 مليون لاجئ. اختار يوسفزاي بوعي "النازحين" بدلا من" اللاجئين "في عنوان الكتاب للتأكيد على أن"غالبية الناس نازحون داخليا وليسوا لاجئين". يقوم يوسفزاي بنشاط دولي ويزور مخيمات اللاجئين منذ حوالي عام 2013، أولا لاجئ سوري مخيم في الأردن. التقى يوسف زاي بالعديد من الفتيات اللواتي تم تضمين قصصهن في نحن نازحون في مخيمات اللاجئين هذه. وفي حديثه عن الكتاب، قال يوسفزاي إن "ما يميل إلى الضياع في أزمة اللاجئين الحالية هو الإنسانية وراء الإحصاءات". وأضافت: "يصبح الناس لاجئين عندما لا يكون لديهم خيار آخر. هذا ليس خيارك الأول أبدا." تظهر على سي بي اس هذا الصباح ولترويج الكتاب، قال يوسف زاي عن اللاجئين: "لا نسمع أبدا ما يريدون قوله، وما هي أحلامهم، وتطلعاتهم". بالإضافة إلى الأزمات الناجمة عن الحرب والإرهاب، تمنى يوسفزاي تسليط الضوء على قصص اللاجئين من المتضررين من العصابات، كما هو الحال في أمريكا اللاتينية.

## ملخص

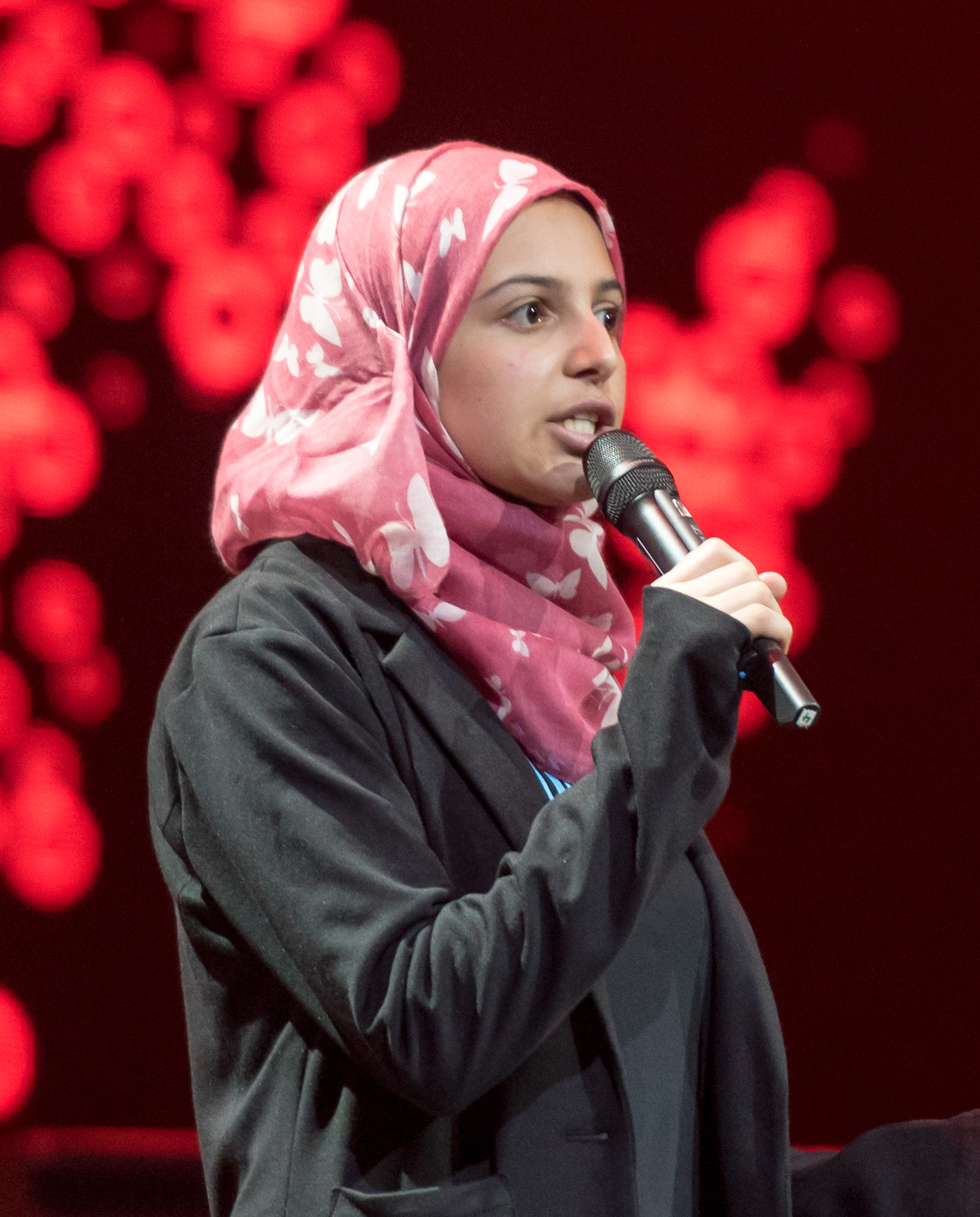
فصل من نحن نازحون يقول مزون المليحانقصة.

الجزء الأول من الكتاب، "أنا نازح"، يفصل تجربة يوسف زاي في النزوح. انها تفاصيل صعود طالبان في مينجورا، باكستان التي أدت إلى النزوح القسري، مع عائلتها تتحرك بين الأقارب في منطقة شانغلا و بيشاور. بعد ثلاثة أشهر، عادوا إلى مينجورا ليجدوا المدينة محطمة. واصلت يوسفزاي نشاطها المحلي الذي بلغ ذروته بإطلاق النار على رأسها من قبل أحد أعضاء طالبان. تم نقلها إلى برمنغهام، إنجلترا، للعلاج وأجبرت على البقاء هناك وبدء حياة جديدة.
يصف الجزء الثاني من كتاب "نحن نازحون" تجارب تسعة نازحين. يتم إعطاء كل قصة مقدمة قصيرة من قبل يوسفزاي ثم رواها الموضوع. ولد الأشقاء زينب وصبرين في اليمن. غادر والدهم وحصلت والدتهم على تأشيرة السفر إلى الولايات المتحدة، لذلك تم تربيتهم من قبل جدتهم حتى وفاتها. ال الأزمة اليمنية قاد الأطفال إلى الفرار إلى مصر في عام 2012، وطردت زينب من منزل عمها بعد تشخيص حالتها السل. بعد التعافي في القاهرة، تم منح تأشيرة زينب. هربت صابرين إلى إيطاليا بالقارب مع ابن عم وصديقين. عقدت في ظروف غير إنسانية على ركوب حافلة طويلة من القاهرة إلى الإسكندرية، تم أخذ المجموعة عبر البحر الأبيض المتوسط. بعد أسبوع، نفد الوقود من قاربهم وتم إنقاذهم من قبل خفر السواحل الإيطالي. التقى صابرين رجل في مخيم للاجئين في هولندا الذي تزوجت، وانتقلت معه إلى بلجيكا. في غضون ذلك، تكيفت زينب مع الحياة الأمريكية.
السورية فتاة مزون المليحان تم تهجيرهم إلى الأردن بعد الحرب الأهلية؛ في مخيم الزعتري للاجئين شجعت الفتيات على الذهاب إلى المدرسة، وحصلت على لقب "ملالا سوريا". اليزيدية نزحت الفتاة نجلاء داخل العراق من عند سنجار إلى دهوك، كردستان العراق بواسطة داعش. غادرت نجلاء المنزل ذات مرة لمدة خمسة أيام في محاولة ناجحة لإقناع والديها بالسماح لها بالذهاب إلى المدرسة؛ في دهوك، قامت بتدريس القراءة والكتابة للأطفال. تم تهجير مار إرما داخل كولومبيا. قتل والدها في الصراع الكولومبي، على الرغم من أن هذا كان مخفيا من مار إرما لسنوات عديدة، فرت مع والدتها وشقيقتها من (إيسكو) وé إلى كالي. هرب أناليسا من غواتيمالا بعد وفاة والدها. خائفة من أخيها غير الشقيق أوسكار, شرعت أناليسا في المكسيك ثم الولايات المتحدة للبقاء مع الأخ غير الشقيق آخر، ارنستو. بعد رحلة مروعة، وصلت أناليسا تكساس، حيث تم نقلها بين الأماكن الملقبة بـ هيلارا ("صندوق الثلج") و بيريرا ("كلب الجنيه"). وقالت انها قدمت إلى ملجأ لل مكتب إعادة توطين اللاجئين ووصلت إلى أخيها غير الشقيق إرنستو.
هربت عائلة ماري كلير من جمهورية الكونغو الديمقراطية إلى زامبيا وتقدم بطلب للحصول على وضع اللاجئ. مسن 12, توفيت والدة ماري كلير أمامها حيث تعرض والداها لهجوم وحشي. بعد سنوات، تمت الموافقة على وضع اللاجئ وتم إرسالهم إلى لانكستر، بنسلفانيا في الولايات المتحدة على الرغم من أنها كافحت مع أنظمة التعليم في زامبيا والولايات المتحدة، تخرجت ماري كلير من المدرسة الثانوية في سن 19. جنيفر, العمل مع خدمة الكنيسة العالمية، ساعدت الأسرة على التكيف مع أمريكا، وعملت "أمي الأمريكية" لماري كلير. هربت أجيدا مع زوجها وأطفالها من الإبادة الجماعية للروهينجا في ميانمار إلى بنغلاديش، حيث يجبرون على البقاء في المخيمات. أجيدا تصنع مواقد من الطين في المخيم. ولدت فرح في أوغندا. نشأت في كندا بعد عيدي أمين سحب الجنسية الأوغندية الآسيوية. أصبح فرح الرئيس التنفيذي لشركة صندوق ملالا.
تناقش خاتمة زيارة يوسفزاي إلى باكستان عام 2018، بينما يصف فصل "حول المساهمين" الوضع الحالي لكل شخص.

## الاستقبال
في الأخبار الأيرلندية, أعطى لوك ريكس الدائمة الكتاب تصنيفا من تسعة من أصل عشرة, مشيدا "بضعفها الصادق الشديد". وأشادت ريكس ستاندنج بشكل خاص بقصة ملالا وأسلوبها في الكتابة، وعلقت على أن "لغتها البسيطة والعاطفية" و "الجمل القصيرة والحادة"تسمح للسرد" بالتحدث عن نفسه". فرناندا سانتوس من صحيفة نيويورك تايمز أعطى الكتاب مراجعة إيجابية، واصفا إياه بأنه"مثير وفي الوقت المناسب". وأشاد سانتوس بـ" قصصه الشخصية العميقة "ووافق على أن مقدمة يوسفزاي لقصة كل لاجئ تعطي للقارئ"دروسا سهلة الهضم في الشؤون العالمية".
ناير علي من ديكان كرونيكل وأشاد الكتاب بأنه "فتحت العين لأزمة اللاجئين في عالم ما بعد الحداثة". صرح علي أنه يحتوي على"العديد من الحكايات الحزينة المؤلمة للقلب التي تجعلك تشعر بالامتنان العميق لكل نعمة في الحياة". في مراجعة إيجابية في الأسبوع, رأت مانديرا نايار أن " هذه قصة نحتاج إلى سماعها. مجددا. ومرة أخرى." وأشاد نايار بـ "الصورة القوية للنفي والأمل" للكتاب. A الناشرون أسبوعيا وأثنت المراجعة على "قوة الكتاب ومرونتهم وأملهم في مواجهة الصدمة "وأشادت برسالة الكتاب" المؤثرة بعمق".
في قسم "غلاف فني للشباب" من صحيفة نيويورك تايمز' قائمة الكتب الأكثر مبيعا, نحن نازحون وصل إلى المركز رقم 5 في 27 يناير 2019 وظل على القائمة في المركز رقم 7 في الأسبوع التالي. على تويتر, قطب الأعمال بيل غيتس كتب عن الكتاب: "لا أستطيع التفكير في شخص أفضل لإلقاء الضوء على هذه القصص. تهانينا، ملالا." ممثل بوليوود كاترينا كايف أشاد بقصص الكتاب ووصفها بأنها"مؤثرة وملهمة بنفس القدر".